# Sakiewki podróżne
Sakiewki podróżne (fr. Bourses de voyage, org. wyd. 1903) – dwutomowa powieść Juliusza Verne’a z cyklu Niezwykłe podróże. 
Pierwszy polski przekład autorstwa Małgorzaty Dobosiewicz-Weltschek wydany został w 2017 w 2 tomach.

## Zarys fabuły
Piraci pod dowództwem Harry'ego Markela  opanowują Alert, trójmasztowy statek, po wymordowaniu załogi. Tymczasem grupa uczniów z londyńskiej szkoły Antilian School (dla Europejczyków urodzonych na Karaibach) z opiekunem Horatio Pattersonem ma odbyć na Alert podróż ufundowaną przez sponsorkę szkoły. Piraci udają prawdziwą załogę statku, lecz po wypłynięciu planują wymordowanie uczniów. Ponieważ po przybyciu na Barbados uczniowie mają otrzymać od sponsora dużą sumę pieniędzy, piraci pozostawiają na razie uczniów przy życiu.
Statek odwiedza kolejne wyspy, na których się uczniowie urodzili, spotykając się z ciepłym przyjęciem. Jednak Markel dowiaduje się, że uczniowie są w posiadaniu nagrody i przygotowuje się do zbrodni. Na pokładzie „Alert” pojawia się jednak nowy marynarz Will Mitz, który podsłuchuje rozmowę piratów.